# Arquidiócesis de Mendoza
La arquidiócesis de Mendoza (en latín: Archidioecesis Mendozensis) es una circunscripción eclesiástica de la Iglesia católica en Argentina. Se trata de una arquidiócesis latina, sede metropolitana de la provincia eclesiástica de Mendoza. Desde el 22 de mayo de 2018 su arzobispo es Marcelo Daniel Colombo.

## Territorio y organización

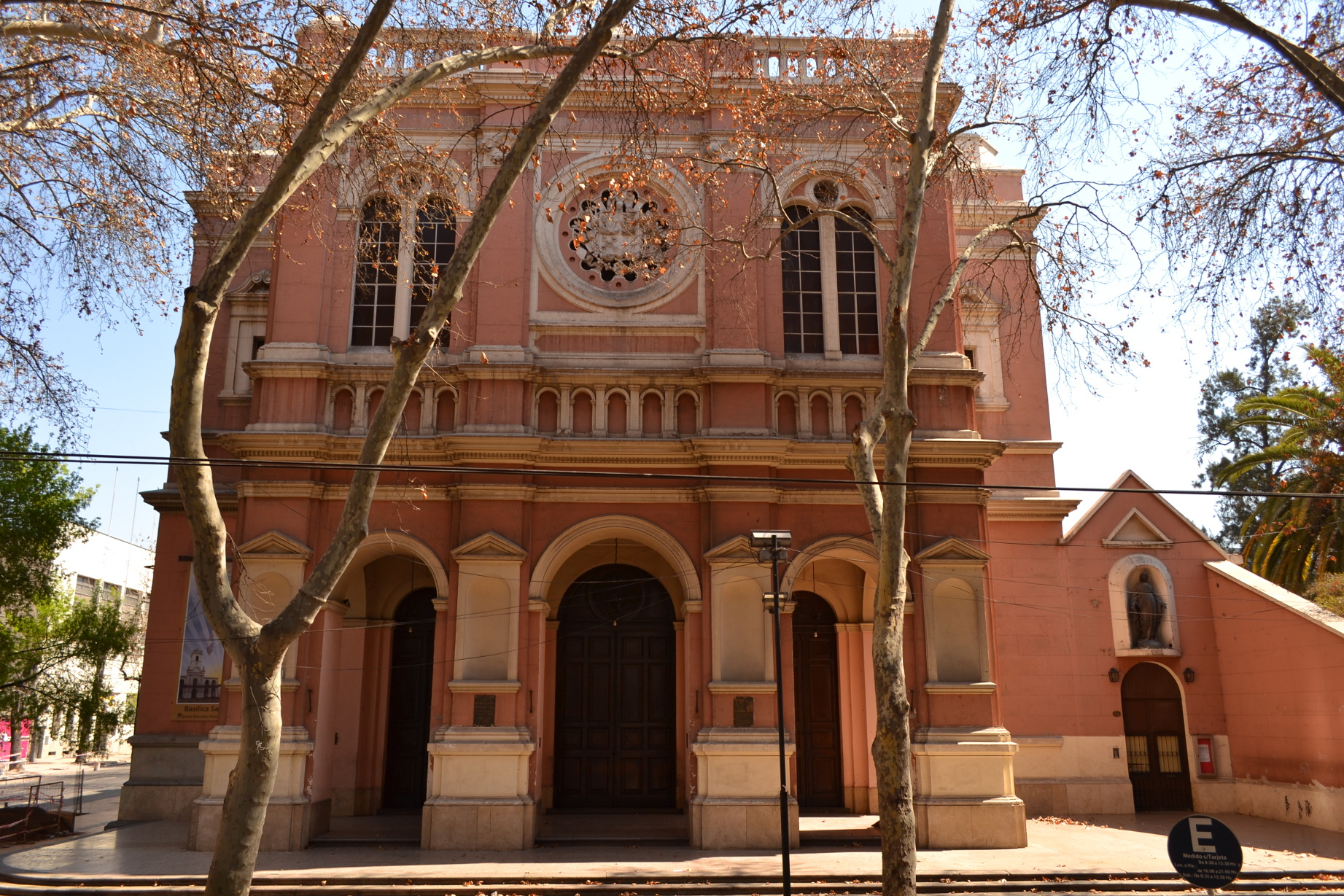
Fachada de la basílica de San Francisco, en Mendoza

La arquidiócesis tiene 61 817 km² y extiende su jurisdicción sobre los fieles católicos de rito latino residentes en la provincia de Mendoza en los 15 departamentos de: Capital, Godoy Cruz, Guaymallén, Junín, La Paz, Las Heras, Lavalle, Luján de Cuyo, Maipú, Rivadavia, San Carlos, San Martín, Santa Rosa, Tunuyán y Tupungato.

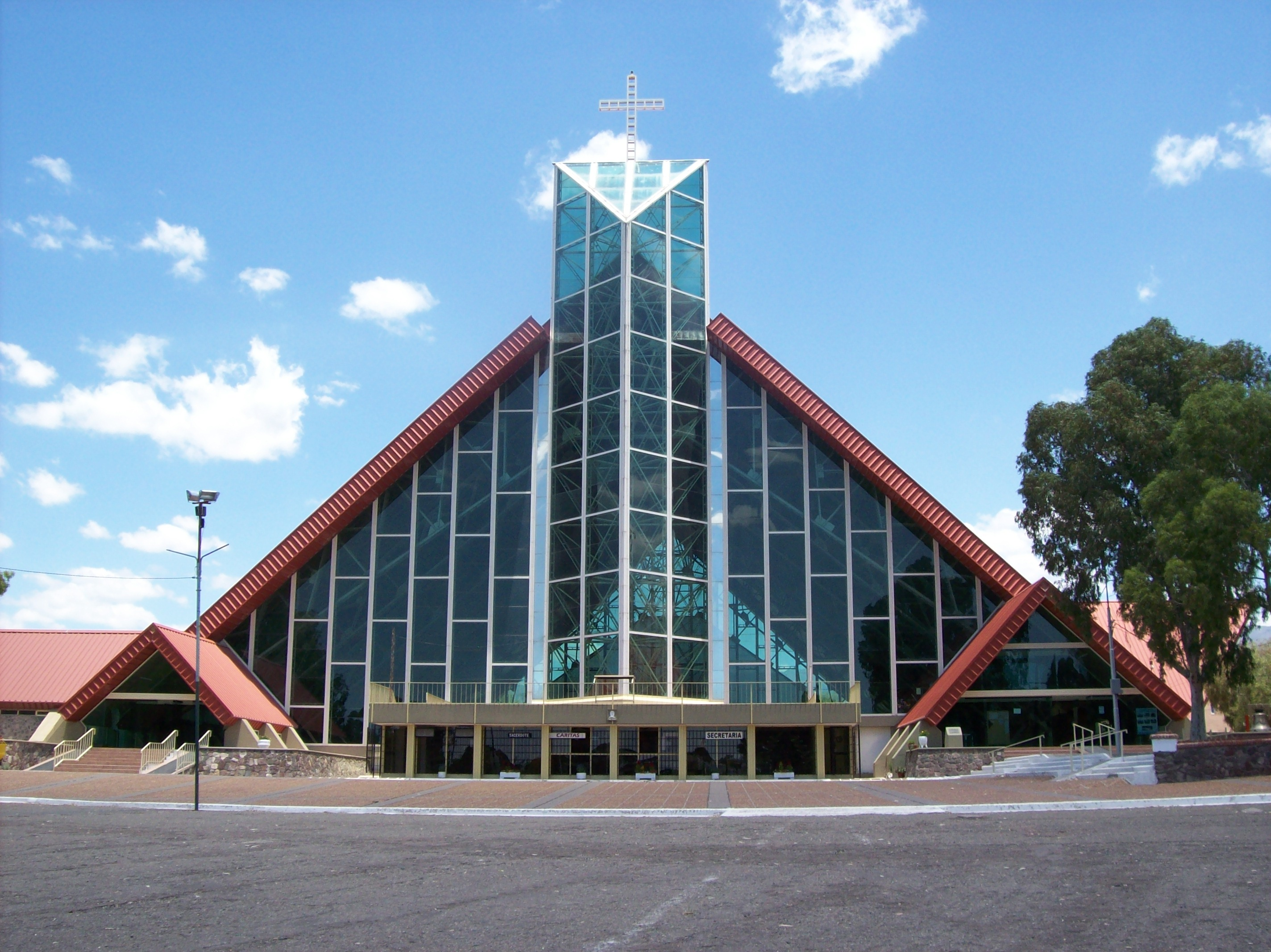
Santuario Nuestra Señora de Lourdes, en El Challao

La sede de la arquidiócesis se encuentra en la ciudad de Mendoza, en donde se halla la Catedral de Nuestra Señora de Loreto. En el territorio también hay tres basílicas menores: San Francisco y Nuestra Señora del Rosario, ambas en Mendoza, y de Nuestra Señora, en Luján de Cuyo.

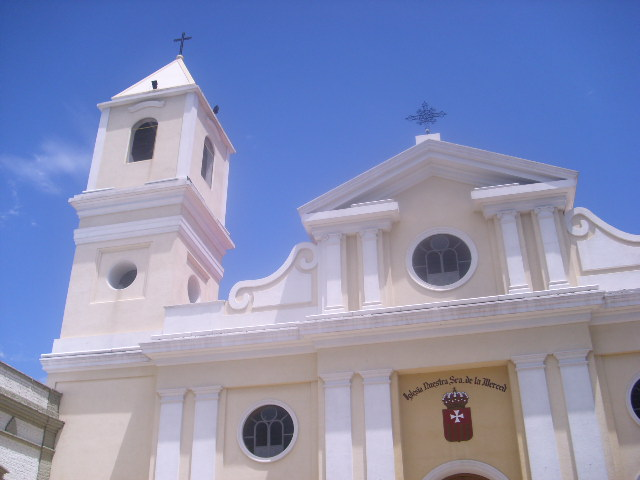
Iglesia la Merced, en Maipú

La arquidiócesis tiene como sufragáneas a las diócesis de: Neuquén y San Rafael.
En 2021 en la arquidiócesis existían 71 parroquias.
Dentro del territorio se encuentra el Priorato San José, perteneciente a la Fraternidad Sacerdotal San Pío X (FSSPX), una congregación tradicionalista. Dicho priorato no depende de la autoridad del arzobispo.

## Historia
La diócesis de Mendoza fue erigida el 20 de abril de 1934 con la bula Nobilis Argentinae nationis del papa Pío XI, sobre territorio (provincia de Mendoza y territorio nacional del Neuquén) que pertenecía a la arquidiócesis de San Juan de Cuyo, de la que originalmente era sufragánea.

Apostolicae potestatis plenitudine, ea quae sequuntur statuimus ac decernimus: Decem novas dioeceses in Republica Argentina erigimus et constituimus, scilicet: (...) Mendozensem (...) Dioecesis Mendozensis territorio efformabitur, quod a dioecesi Sancti Ioannis de Cuyo avellimus, comprehendens tum provinciam civilem Mendoza, seu paroecias: San Nicolas, N. S. de Loreto, I. Corazón de Maria, Santo Domingo, San José, Guaymallen, Rodeo de la Cruz, Lavalle, Las lleras, Godoy Cruz, Carrodilla, Lujan, Maipú, Rodeo del Medio, San Martin, Junin, Rivadavia, S. Rosa, La Paz, Tunuyan, Tupungato, San Carlos, San Rafael, Malargue, Alvear, tum territorium seu vulgo gubernación de Neuquen. Huius autem dioecesis sedem episcopalem in Mendoza urbe constituimus; cathedram vero, donec aliter provideatur, in paroeciali ecclesia Beatae Mariae "Virginis Lauretanae, ad instar ecclesiae cathedralis interim habenda.
Parte de la bula Nobilis Argentinae nationis

El 11 de febrero de 1957 cedió el territorio de la nueva provincia del Neuquén a la diócesis de Viedma, mediante la bula Quandoquidem adoranda del papa Pío XII.
El 10 de abril de 1961 se le separó parte de su territorio a efectos de la erección de la diócesis de San Rafael y fue al mismo tiempo elevada al rango de arquidiócesis metropolitana con la bula Nobilis Argentina Respublica del papa Juan XXIII.

## Estadísticas
Según el Anuario Pontificio 2024, la arquidiócesis tenía a fines de 2023 un total de 1 450 874 fieles bautizados.
| Año                                                                             | Población            | Población | Población      | Sacerdotes | Sacerdotes    | Sacerdotes    | Bautizados por sacerdote | Diáconos permanentes | Religiosos | Religiosos | Parroquias |
| Año                                                                             | Bautizados católicos | Total     | % de católicos | Total      | Clero secular | Clero regular | Bautizados por sacerdote | Diáconos permanentes | Varones    | Mujeres    | Parroquias |
| ------------------------------------------------------------------------------- | -------------------- | --------- | -------------- | ---------- | ------------- | ------------- | ------------------------ | -------------------- | ---------- | ---------- | ---------- |
| 1950                                                                            | 608 535              | 676 149   | 90.0           | 141        | 61            | 80            | 4315                     |                      | 115        | 358        | 43         |
| 1966                                                                            | 697 684              | 726 754   | 96.0           | 175        | 65            | 110           | 3986                     |                      | 139        | 419        | 51         |
| 1970                                                                            | 685 859              | 770 000   | 89.1           | 176        | 63            | 113           | 3896                     |                      | 113        | 405        | 51         |
| 1976                                                                            | 798 323              | 862 836   | 92.5           | 142        | 51            | 91            | 5621                     |                      | 126        | 366        | 59         |
| 1980                                                                            | 832 500              | 902 000   | 92.3           | 144        | 47            | 97            | 5781                     | 3                    | 123        | 363        | 60         |
| 1990                                                                            | 997 000              | 1 170 000 | 85.2           | 153        | 73            | 80            | 6516                     | 13                   | 98         | 294        | 62         |
| 1999                                                                            | 1 140 000            | 1 342 000 | 84.9           | 159        | 76            | 83            | 7169                     | 21                   | 106        | 261        | 63         |
| 2000                                                                            | 1 150 000            | 1 359 000 | 84.6           | 147        | 78            | 69            | 7823                     | 21                   | 87         | 273        | 63         |
| 2001                                                                            | 1 163 000            | 1 375 000 | 84.6           | 164        | 81            | 83            | 7091                     | 27                   | 108        | 264        | 62         |
| 2002                                                                            | 1 123 000            | 1 341 000 | 83.7           | 163        | 81            | 82            | 6889                     | 29                   | 101        | 267        | 62         |
| 2003                                                                            | 1 137 000            | 1 357 000 | 83.8           | 165        | 84            | 81            | 6890                     | 35                   | 101        | 244        | 62         |
| 2004                                                                            | 1 145 000            | 1 373 000 | 83.4           | 160        | 83            | 77            | 7156                     | 38                   | 95         | 265        | 62         |
| 2013                                                                            | 1 086 000            | 1 250 000 | 86.9           | 157        | 88            | 69            | 6917                     | 61                   | 79         | 191        | 66         |
| 2016                                                                            | 1 984 000            | 2 293 000 | 86.5           | 150        | 94            | 56            | 13 226                   | 63                   | 78         | 127        | 70         |
| 2019                                                                            | 1 525 461            | 1 734 870 | 87.9           | 129        | 90            | 39            | 11 825                   | 64                   | 68         | 144        | 70         |
| 2021                                                                            | 1 651 521            | 1 856 540 | 89.0           | 126        | 87            | 39            | 13 107                   | 68                   | 69         | 113        | 71         |
| 2023                                                                            | 1 450 874            | 2 043 540 | 70.9           | 148        | 100           | 48            | 9803                     | 78                   | 64         | 89         | 84         |
| Fuente: Catholic-Hierarchy, que a su vez toma los datos del Anuario Pontificio. |                      |           |                |            |               |               |                          |                      |            |            |            |

## Episcopologio
- José Aníbal Verdaguer y Corominas † (13 de septiembre de 1934-19 de julio de 1940; falleció)
- Alfonso María Buteler † (11 de octubre de 1940-30 de septiembre de 1973; falleció)
- Olimpio Maresma † (31 de octubre de 1974-3 de julio de 1979; falleció)
- Cándido Rubiolo † (11 de octubre de 1979-25 de marzo de 1996; retirado)
- José María Arancibia (25 de marzo de 1996, por sucesión-10 de noviembre de 2012; retirado)
- Carlos María Franzini † (10 de noviembre de 2012-8 de diciembre de 2017; falleció)
- Marcelo Daniel Colombo, desde el 22 de mayo de 2018

## Galería de imágenes

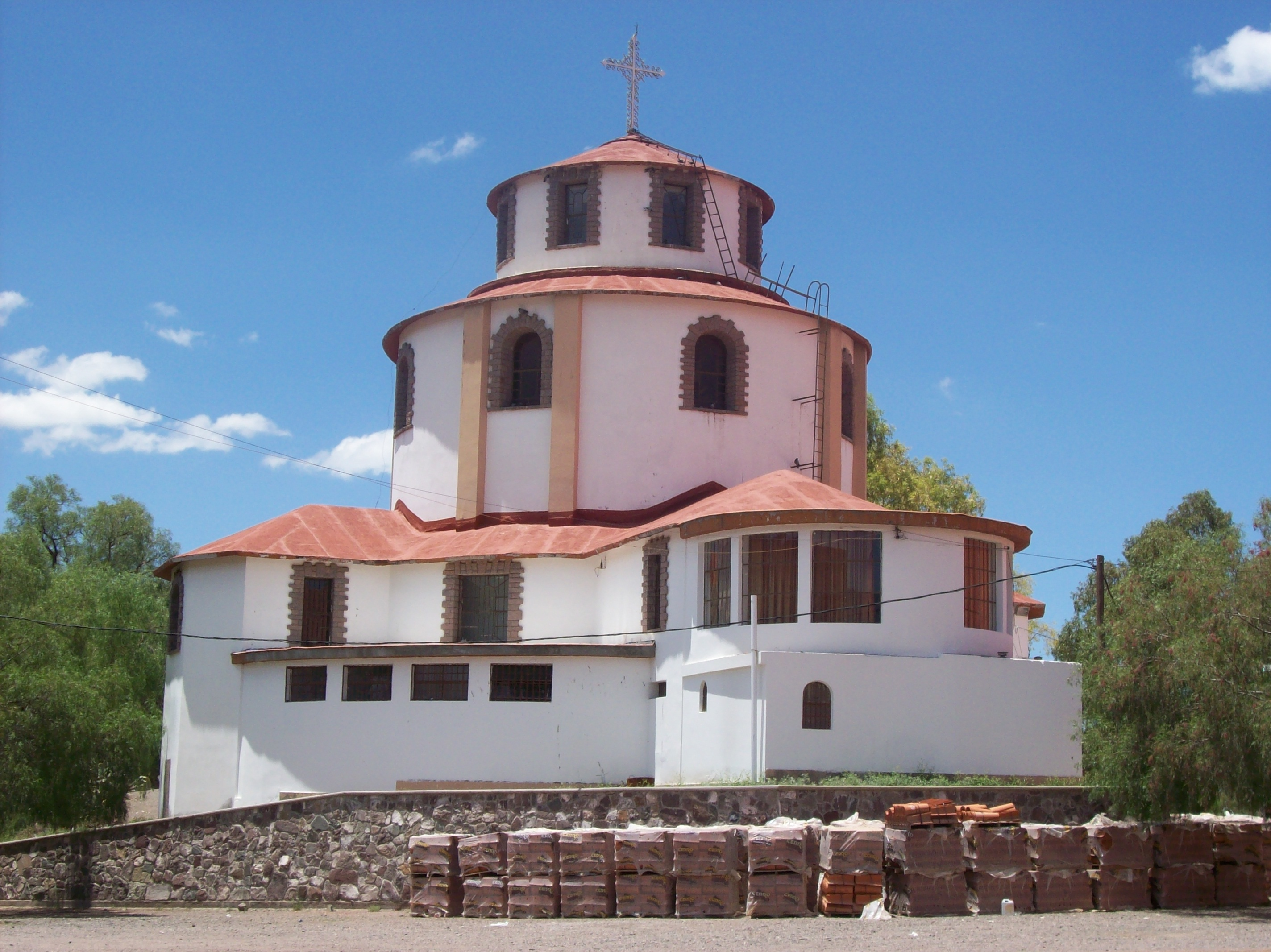
Capilla junto al Santuario Nuestra Señora de Lourdes de El Challao
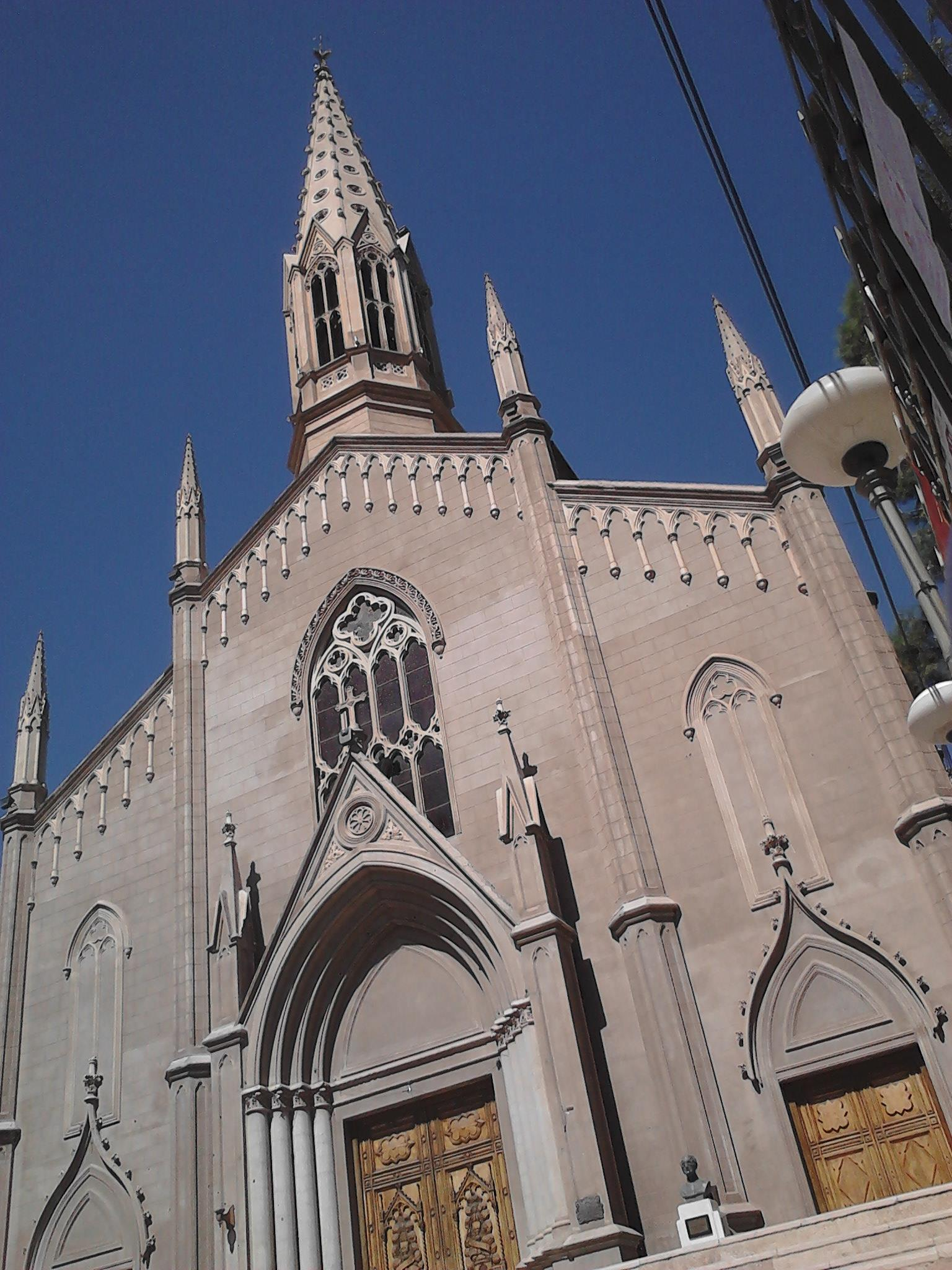
La única parroquia de estilo neo gótico de la provincia de Mendoza es la San Vicente Ferrer de Godoy Cruz
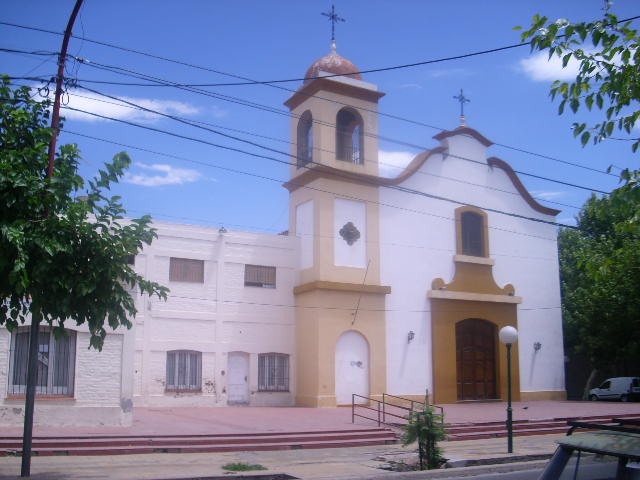
Iglesia Nuestra Señora de la Candelaria en Maipú
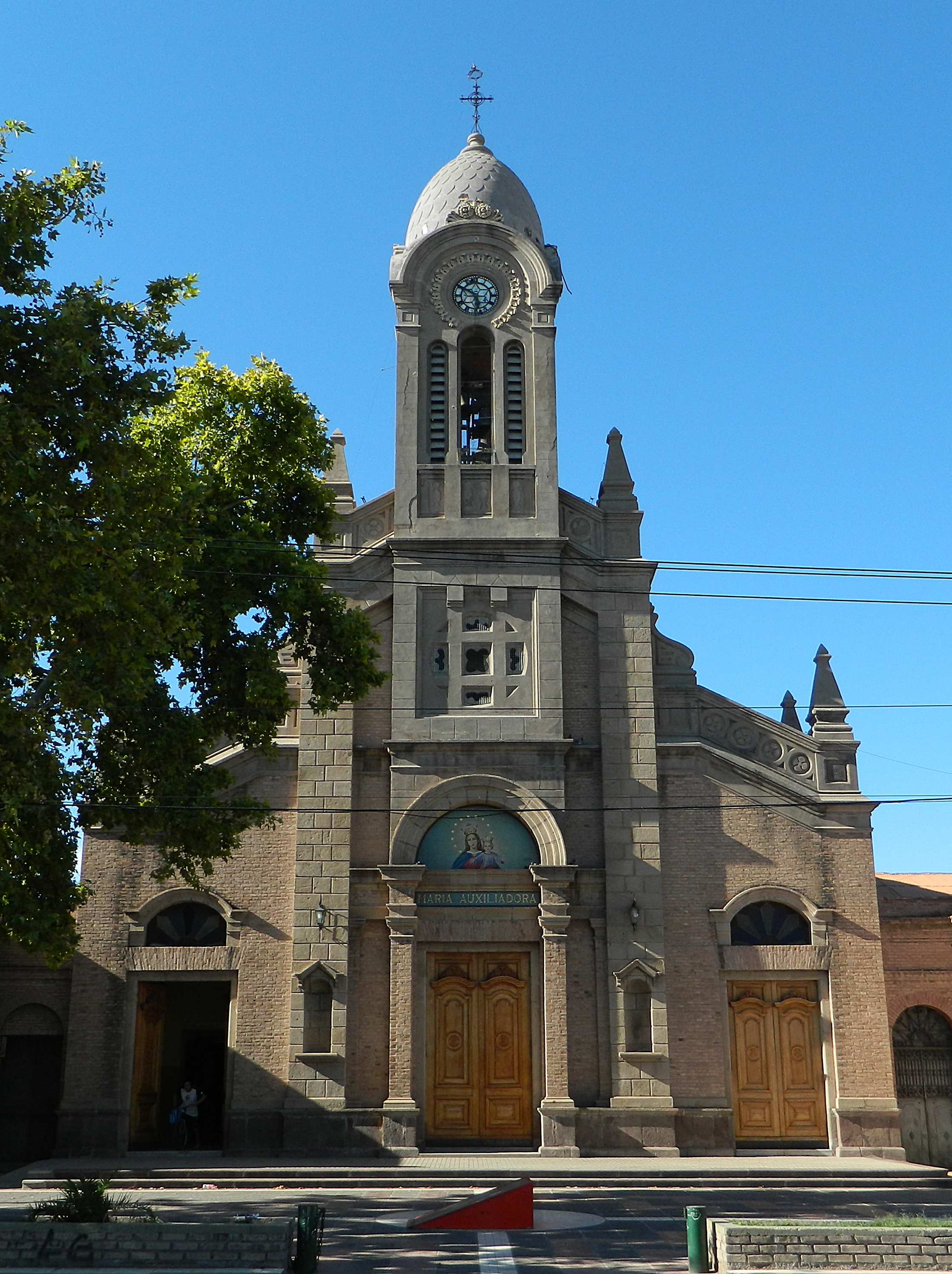
Parroquia y Santuario María Auxiliadora de Rodeo del Medio. Obra culminada en 1909
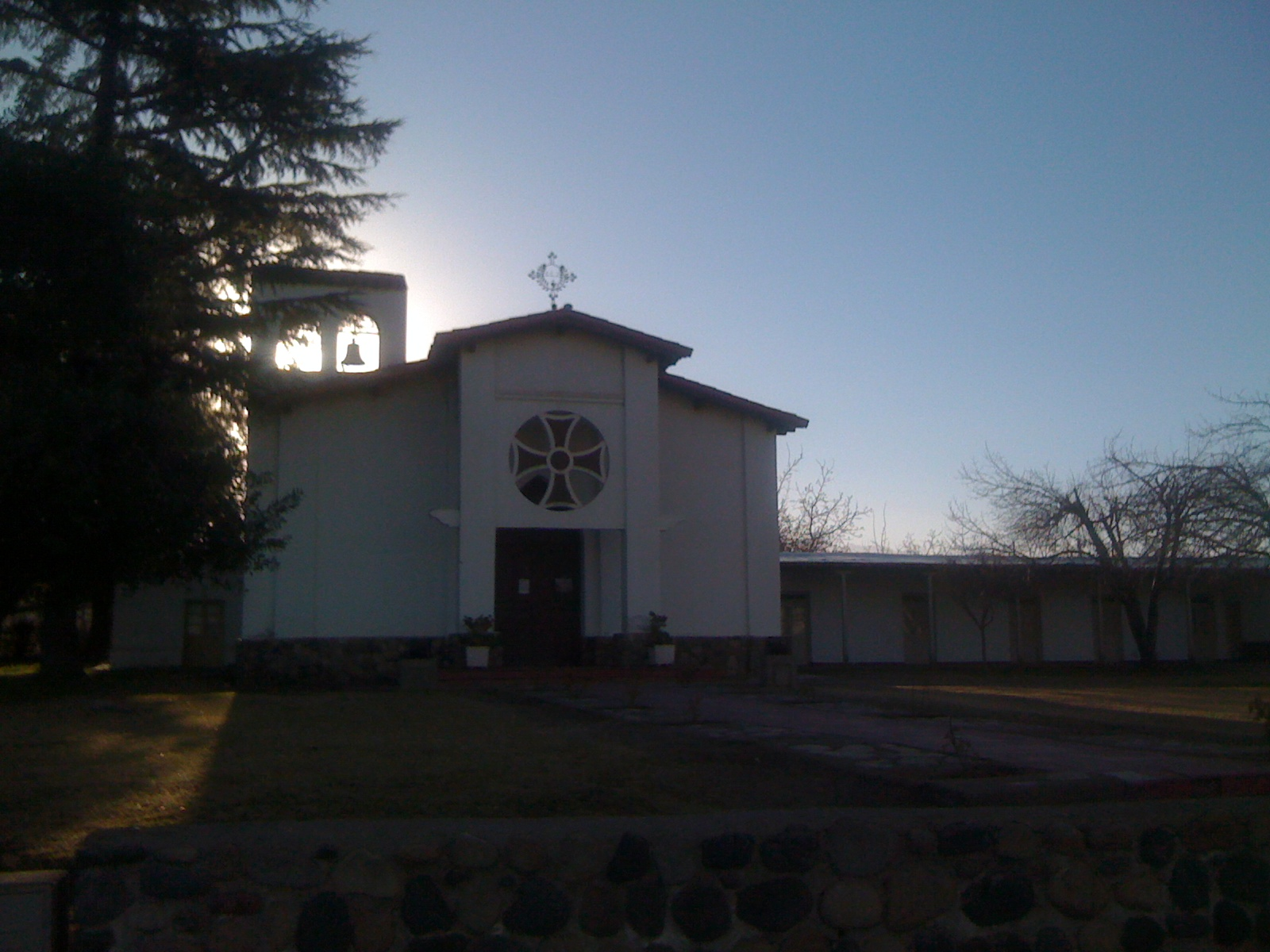
Capilla del Sagrado Corazón de Jesús en San José (Tupungato)